# Termas de Puyuhuapi
Las termas de Puyuhuapi son consideradas unas de las más exclusivas y remotas aguas termales de la Patagonia Chilena, con una ubicación junto a la Carretera Austral en la XI Región Aysén del General Carlos Ibáñez del Campo. Están localizadas a 16 kilómetros al sur de la localidad de Puyuhuapi, famosa por su producción de alfombras artesanales y la llegada de colonos alemanes, y a 225 kilómetros por carretera desde la ciudad de Coyhaique. El nombre oficial de las termas es Puyuhuapi Lodge & Spa, y es un lugar que se destaca por la desconexión y aventura en medio de la Patagonia.

## Descripción
La fachada del lodge apunta al borde costero en Bahía Dorita, un lugar tranquilo y de aguas calmas en medio de un fiordo austral. Con una decoración sencilla, las Termas de Puyuhupi se construyeron con base en maderas nativas de árboles caídos, logrando que se convierta en un lugar de características familiares y apuntando a un turismo sustentable. Se dice que en este lugar confluyen tres tipos de aguas de propiedades terapéuticas: de mar, de manantial y termales.
Desde las Termas de Puyuhuapi se puede disfrutar de una serie de actividades al aire libre, tales como navegación en kayak, exploración de la exuberante selva austral, viajar a lo largo de la Carretera Austral, descubrir el parque nacional Queulat y el Ventisquero Colgante, además de disfrutar de las terapias en el spa y las aguas termales en piscinas interiores y exteriores.

### Historia
Por esos canales que conviven junto a la Carretera Austral navegó, junto a su familia, el empresario chileno alemán Eberhard Kossmann en 1986. El navegante surcó a bordo de su embarcación por entre bosques de lengas y coigües justo donde comienza a desaparecer la Cordillera de Los Andes. En uno de sus tantos giros halló un lugar oculto de curiosa calma llamado Bahía Dorita. Allí visionó un lodge ecológico y sustentable construido con base en maderas nativas de árboles caídos, para que se mimetizara con el entorno. Para su sorpresa, dio con uno de los pocos rincones del mundo donde confluyen tres tipos de agua con propiedades terapéuticas: de mar, de manantial y termal. Son los albores de Puyuhuapi Lodge & Spa en la Región de Aysén, donde la leyenda cuenta que se divisaron los últimos vestigios de hielo que quedaron tras la era glaciar.
El tiempo terminó por dar la razón a Kossmann. No muy lejos de ahí, el Ventisquero Colgante y el parque nacional Queulat asoman como el hábitat idóneo para quienes buscan desconexión y aventura. La terapia y el descanso de las Termas de Puyuhuapi inician así en medio de la exuberante naturaleza, continúan luego con el disfrute dentro de piscinas termales exteriores e interiores junto a una champaña y una tabla de quesos, y culminan en sus habitaciones amplias y cómodas con vistas a las montañas nevadas y al fiordo. Generalmente se ofrece a los huéspedes terapias de relajación y actividades outdoor en un ambiente familiar.
Las Termas fueron descubiertas por un colono alemán de apellido Hopperdietzel y posteriormente fundadas por el Empresario Aeronáutico, pionero de la aviación Austral , Ernesto Hein Águila en la década de los 80, quien adquirió el predio a un colono. 
Él fundó y operó las termas durante años junto a su familia. Luego de algunas malas decisiones financieras fueron embargadas por el banco del Estado de Chile, desde donde fueron rematadas por el empresario chileno alemán Eberhard Kossmann, además hubo algunos vicios en el embargo lo que permitió que después de varios años de juicio don Ernesto Hein recuperará parte del predio. Así que en resumen el señor navegante pudo haber surcado los mares australes pero cuando llegó a bahía Dorita, (bautizada en honor a la hermana aviadora del señor Ernesto Hein, doña Doris Hein Aguila fallecida en un trágico accidente automovilístico) había un Cessna 185 anfibio amarado en la bahía y las termas que ya existían, poseían alrededor de 6 a 8 cabañas, dos piscinas más un muelle y restaurante construidas por la familia Hein.

### El lodge
El lodge busca acoger a todos los viajeros que buscan desconexión y aventura en medio de la Patagonia. El alojamiento decidió excluir de sus instalaciones la señal de Internet, los televisores en las habitaciones, y la señal para teléfonos celulares, privilegiando el contacto con la naturaleza y la familia. De todas formas, existe un teléfono para hacer llamadas nacionales e internacionales en caso de emergencia. Por su parte, las aguas termales del lodge permiten disfrutar de abundante relajo y descanso, y el entorno ofrece una variada gama de actividades de aventura.

### Aguas termales
El agua cálida que emerge en las termas de Puyuhuapi proviene del campo volcánico Puyuhuapi.Las aguas termales de las piscinas tienen temperaturas de entre 30° y 42° Celsius, gracias a que se mezclan las aguas provenientes de las profundidades de la tierra con las que provienen de la montaña y el mar. En tanto, las aguas usadas en los tratamientos y terapias de Spa son controladas en 47° grados y suelen ser de características minerales bicarbonatadas, con contenido de cloruro, sulfato, magnesio, cromo, zinc y selenio. Por ello, se recomiendan estas aguas termales para una gama de tratamientos de la piel del cuerpo y el rostro, así como también la musculatura.
Las Termas de Puyuhuapi cuentan con un área exterior con dos pisicinas termales, un jacuzzi y un pozón natural, todos con una vista privilegiada de la bahía y las montañas. La piscina principal está ubicada al interior del lodge y tiene una temperatura de 34° grados, y la instalación cuenta con jets, camas de hidromasaje, baños de burbujas y una cascada. En esta misma área existe una piscina para los niños y un bar-cafetería con acceso directo.
El lodge y las termas solo cierran entre mediados de mayo y mediados de julio, con el fin de hacer mantención y renovación de las instalaciones.

### Las habitaciones
Cada una de las 30 habitaciones cuenta con una vista hacia la bahía, sala de estar y baño con agua caliente, además de calefacción central, pero no así con acceso a Internet, señal de celular, ni televisor. Esto, para que los huéspedes se desconecten completamente y vivan una experiencia única y relajante.

### Gastronomía
Destacan las preparaciones con productos frescos, principalmente marinos, tales como la centolla, la jaiba, el salmón y el congrio austral. La gastronomía se puede describir como una fusión que mezcla productos típicos de la Patagonia, del resto de Chile y Mediterránea.